# Paraprenanthes pilipes
Paraprenanthes pilipes là một loài thực vật có hoa trong họ Cúc. Loài này được (Migo) C.Shih mô tả khoa học đầu tiên năm 1988.